# Johannes Leitzen

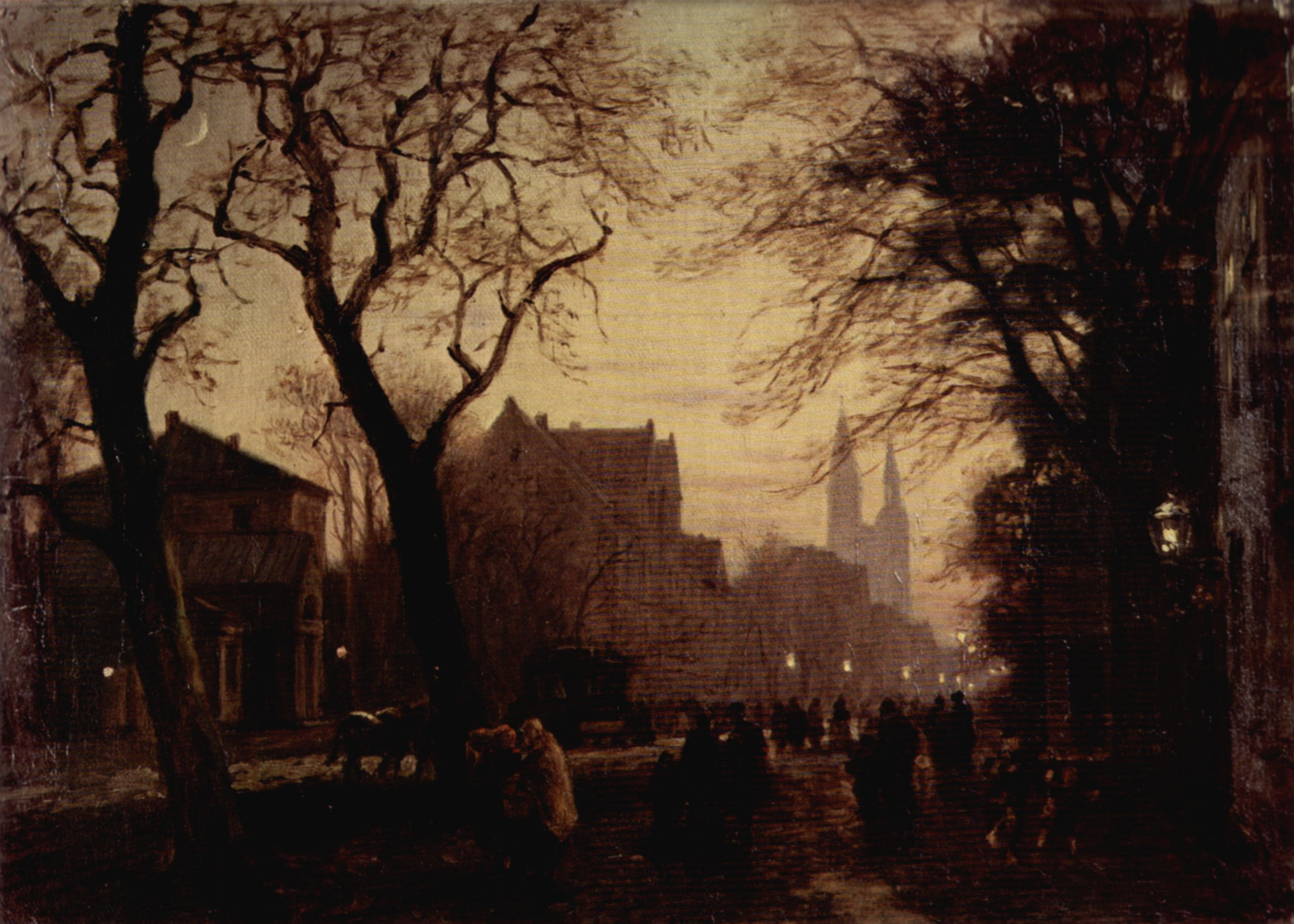
Die Fallersleber Straße in Braunschweig, Gemälde von Johannes Leitzen, um 1870
Sammlung des Städtischen Museums, Braunschweig

Karl Friedrich Johannes „Hans“ Leitzen (* 13. November 1848 in Stadtoldendorf; † 30. Dezember 1922 in Blankenburg/Harz) war ein deutscher Maler und Architekt. Er war von 1876 bis 1917 Direktor der Städtischen Gewerbeschule Braunschweig, aus der sich später die Hochschule für Bildende Künste Braunschweig entwickelte.

## Leben
Johannes Leitzen, der Sohn eines Arztes, absolvierte das Gymnasium in Holzminden und besuchte anschließend für kurze Zeit die Kunstakademie Wien.
Ab 1868 studierte er Architektur am Collegium Carolinum in Braunschweig. Er war freiwilliger Teilnehmer am Deutsch-Französischen Krieg von 1870/1871. Von 1872 bis 1874 wirkte er am Neubau des Collegium Carolinum mit. Das Baumeisterexamen bestand er 1878.
Leitzen war als Architekt und Maler von 1876 bis 1917 Direktor der Städtischen Gewerbeschule Braunschweig, Vorläufereinrichtung der heutigen Hochschule für Bildende Künste. Im Jahre 1899 wurde ihm der Professorentitel verliehen.
Leitzen gehörte seit 1881 gemeinsam mit Constantin Uhde und  Hans Herse zu den Gründern der geselligen Künstlervereinigung Feuchter Pinsel, zu der seit 1883 auch der Schriftsteller Wilhelm Raabe gehörte.
Zu Leitzens Schülerinnen zählten Raabes Tochter Margarethe Raabe und Hedwig Hornburg.
Leitzen verbrachte seinen Lebensabend in Blankenburg (Harz). Dort lebte auch – bis weit in die Zeit nach dem Zweiten Weltkrieg – seine eigene Tochter, die Aquarellmalerin Margarethe Bohnsack-Leitzen.

## Werk
Leitzen malte überwiegend in Aquarelltechnik. Seine Motive bildeten Landschaften und Ansichten der Braunschweiger Altstadt, die 1890 und 1892 auch gedruckt wurden. Erhalten ist ein Porträt des Archivars Ludwig Hänselmann. Teile seines Werkschaffens befinden sich im Besitz des Städtischen Museums Braunschweig und des Braunschweigischen Landesmuseums.
Leitzen war auch als Schriftsteller tätig (Auswahl):
- Zwei Brüder in Frankreich 1870/71 (Kriegstagebuch). Appelhans, Braunschweig 1912, DNB 363614850.
- Der große Krieg 1914/15 in Feldpostbriefen. Zwei Bände. Zwißler, Wolfenbüttel 1914/1915, DNB 560676581.
- Winterschlachten und Frühjahrskämpfe.Zwißler, Wolfenbüttel 1915, DNB 361154119
- Wie wir vor Metz lagen 1870. Schaffstein, Köln um 1917, DNB 580543684.

Hauptwerk seiner Architektentätigkeit ist die Villa Selwig am Braunschweiger Petritorwall.